# Чирикијски олинго
Чирикијски олинго (лат. Bassaricyon pauli) је пре најновије ревизије рода олинго (Bassaricyon) из породице ракуни (Procyonidae), сматран посебном врстом. Међутим, након ревизије, сматра се млађим синонимом врсте северни олинго (Bassaricyon gabbii). Исто важи и за Харисовог олинга (Bassaricyon lasius).

## Распрострањење и станиште
Ареал врсте је ограничен на једну Панаму. Станиште врсте су шуме.

## Угроженост
Подаци о распрострањености ове врсте су недовољни.